# باندياجارا
باندياجارا هي بلدة صغيرة تقع في منطقة موبتي،مالي.